# Porodnice velkovévodkyně Šarloty
Porodnice velkovévodkyně Šarloty (francouzsky: Maternité Grande-Duchesse Charlotte) je porodnice, která je součástí Lucemburského nemocničního centra v Lucembursku. Nemocnice je pojmenována po velkovévodkyní Šarlotě Lucemburské, která vládla v letech 1919 až 1964.

## Slavné porody
- 11. listopadu 1981 – dědičný velkovévoda Guillaume Lucemburský, syn velkovévody Jindřicha a velkovévodkyně Marie Teresy
- 3. června 1984 – princ Félix, syn velkovévody Jindřicha a velkovévodkyně Marie Teresy
- 3. srpna 1986 – princ Louis, syn velkovévody Jindřicha a velkovévodkyně Marie Teresy
- 16. února 1991 – princezna Alexandra, dcera velkovévody Jindřicha a velkovévodkyně Marie Teresy
- 16. dubna 1992 – princ Sébastien, syn velkovévody Jindřicha a velkovévodkyně Marie Teresy
- 21. září 2007 – princ Noah, syn prince Louise a princezny Tessy
- 15. června 2014 – princezna Amalia, dcera prince Félixe a princezny Claire
- 10. května 2020 – princ Karel, syn dědičného velkovévody Guillauma a dědičné velkovévodkyně Stéphanie
- 27. března 2023 – princ François, syn dědičného velkovévody Guillauma a dědičné velkovévodkyně Stéphanie
- 7. ledna 2024 – princ Balthasar, syn prince Félixe a princezny Claire